# Рыжково (Рамешковский район)
Рыжково — деревня в Рамешковском районе Тверской области.

## География
Находится в восточной части Тверской области на расстоянии приблизительно 22 км на юг по прямой от районного центра поселка Рамешки.

## История
В середине XIX века Рыжково принадлежало Александру Васильевичу, Владимиру и Елизавете Арсеньевне Трубниковым. В советское время работали колхозы «Ударник» и «Кушалино». В 2001 году в 15 домах жили местные жители,10 домов принадлежало наследникам и дачникам. До 2021 входила в сельское поселение Кушалино Рамешковского района до их упразднения.

## Население
Численность населения: 32 человека (1989 год), 22 (русские 95 %) в 2002 году, 19 в 2010.